# Whistle Rymes
Albums de John Entwistle
Smash Your Head Against the Wall
(1971) Rigor Mortis Sets In
(1973)
Whistle Rymes est le second album solo de John Entwistle, bassiste du groupe rock britannique The Who. Ce second album de John est généralement considéré par les aficionados comme son album le plus accompli. Comme la majeure partie des chansons de l'album, le titre Ten Little Friends a été composé au piano dans le studio de John Entwistle.
Parmi les musiciens qui l'accompagnent, on retrouve Peter Frampton et Jimmy McCulloch à la guitare - qui joua avec les Wings de Paul McCartney -, Keith Moon aux percussions ainsi que Rod Coombes - qui fut aussi batteur pour les Strawbs - et Gordon Barton à la batterie. John Weider, qui fut aussi guitariste pour The Animals de 1966 à 1968, puis bassiste pour Family de 1969 à 1971, est ici au fiddle et aux chœurs.
L'album est bien accueilli sur AllMusic. Il s'est d'ailleurs écoulé à six millions d'exemplaires rien qu'aux États-Unis et a popularisé nombre de singles.
L'album a été initialement remasterisé et réédité en 1996 par Repertoire Records, sans contenu bonus toutefois. Il a ensuite été remasterisé et réédité à nouveau en 2005 par Sanctuary Records, mais cette fois avec un contenu bonus rare ; ce contenu se compose de deux démos inédites de chansons qui ne figurent pas sur l'album (l'une est Back on the Road qui sera plus tard réenregistrée par le John Entwistle Band pour leur seul album, Music from Van-Pires , qui sera aussi le dernier album sorti du vivant de John Entwistle). Cette dernière version de l'album contient également deux démos de chansons figurant sur l'album original. Cependant, toutes les versions de l'album restent épuisées et les copies CD de cet album sont particulièrement difficiles à trouver.

## Liste des pistes
Toutes les chansons sont écrites et composées par John Entwistle.
| No  | Titre                         | Durée |
| --- | ----------------------------- | ----- |
| 1.  | Ten Little Friends            | 4:03  |
| 2.  | Apron Strings                 | 3:47  |
| 3.  | I Feel Better                 | 4:46  |
| 4.  | Thinkin' It Over              | 3:12  |
| 5.  | Who Cares?                    | 4:28  |
| 6.  | I Wonder                      | 2:58  |
| 7.  | I Was Just Being Friendly     | 3:33  |
| 8.  | The Window Shopper            | 3:28  |
| 9.  | I Found Out                   | 3:51  |
| 10. | Nightmare (Please Wake Me Up) | 6:16  |

### Bonus
| No | Titre                     | Durée |
| -- | ------------------------- | ----- |
| 1. | I Wonder (démo)           | 2:52  |
| 2. | All Dressed Up (démo)     | 2:53  |
| 3. | Back on the Road (démo)   | 3:53  |
| 4. | Countryside Boogie (démo) | 4:28  |

## Personnel
- John Entwistle - chant, basse, basse synthétiseur, claviers, piano, synthétiseur, trompette, cor français
- Peter Frampton - guitare électrique
- Jimmy McCulloch - guitare électrique
- Alan Ross - guitare acoustique
- John Weider - violon sur (10), chœurs
- Neil Sheppard - piano électrique, orgue
- Bryan Williams - trombone, claviers
- Rod Coombes - batterie
- Gordon Barton : batterie

## Production
- John Entwistle : Producteur
- John Alcock : Producteur
- Brian Humphries : Ingénieur
- Mike Weighell : Ingénieur
- Graham Lethbridge : Dessin et conception de la pochette